# Arto Koivisto
Pour les articles homonymes, voir Arto (homonymie).
Arto Koivisto (né le 7 décembre 1948) est un ancien fondeur finlandais.

## Palmarès

### Jeux olympiques
| Épreuve / Édition | Innsbruck 1976 |
| 15km              | Bronze         |
| 30km              | 8e             |
| 50km              | 10e            |
| 4x10km            | Or             |